# Erik Satie

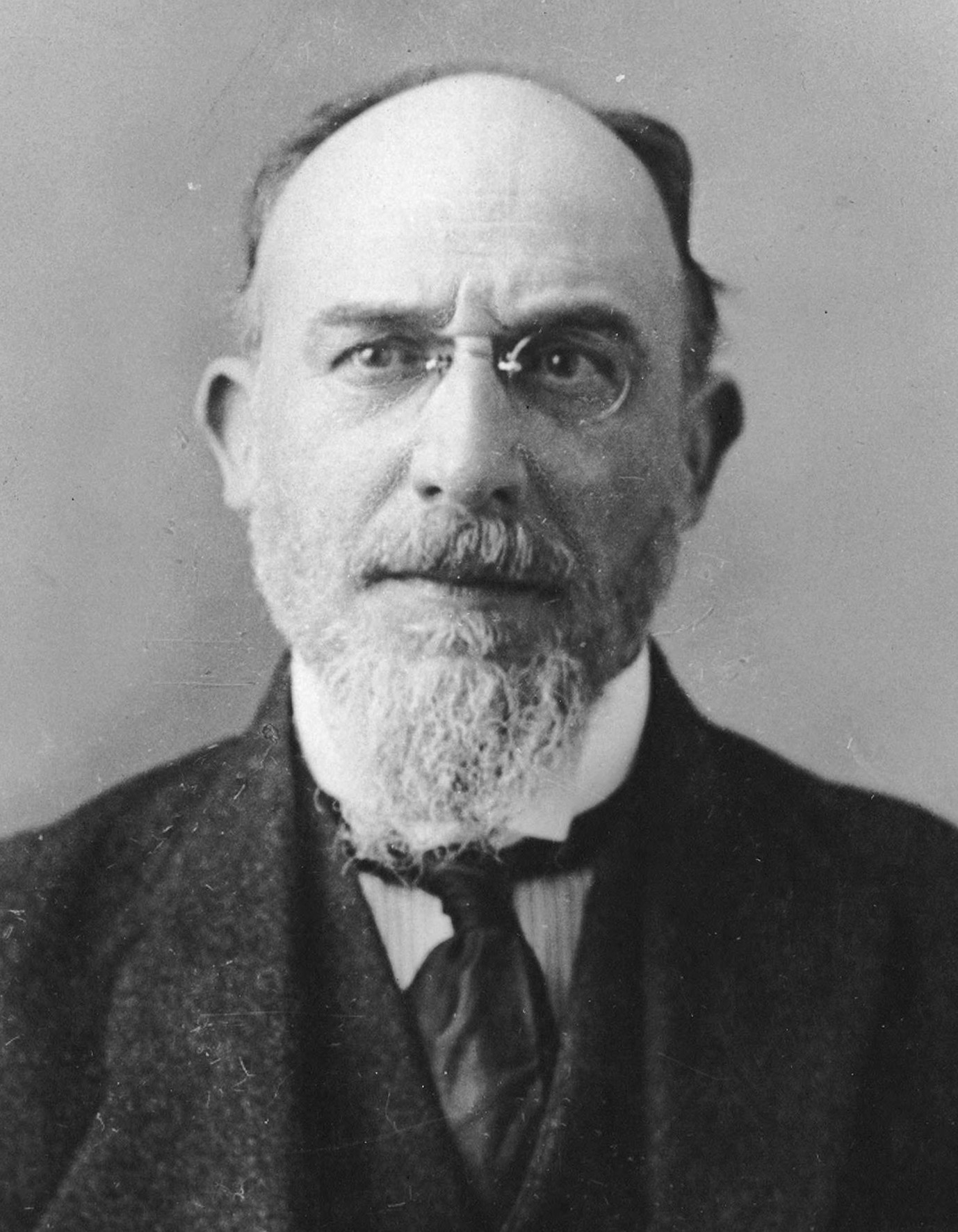
Erik Satie (um 1919)

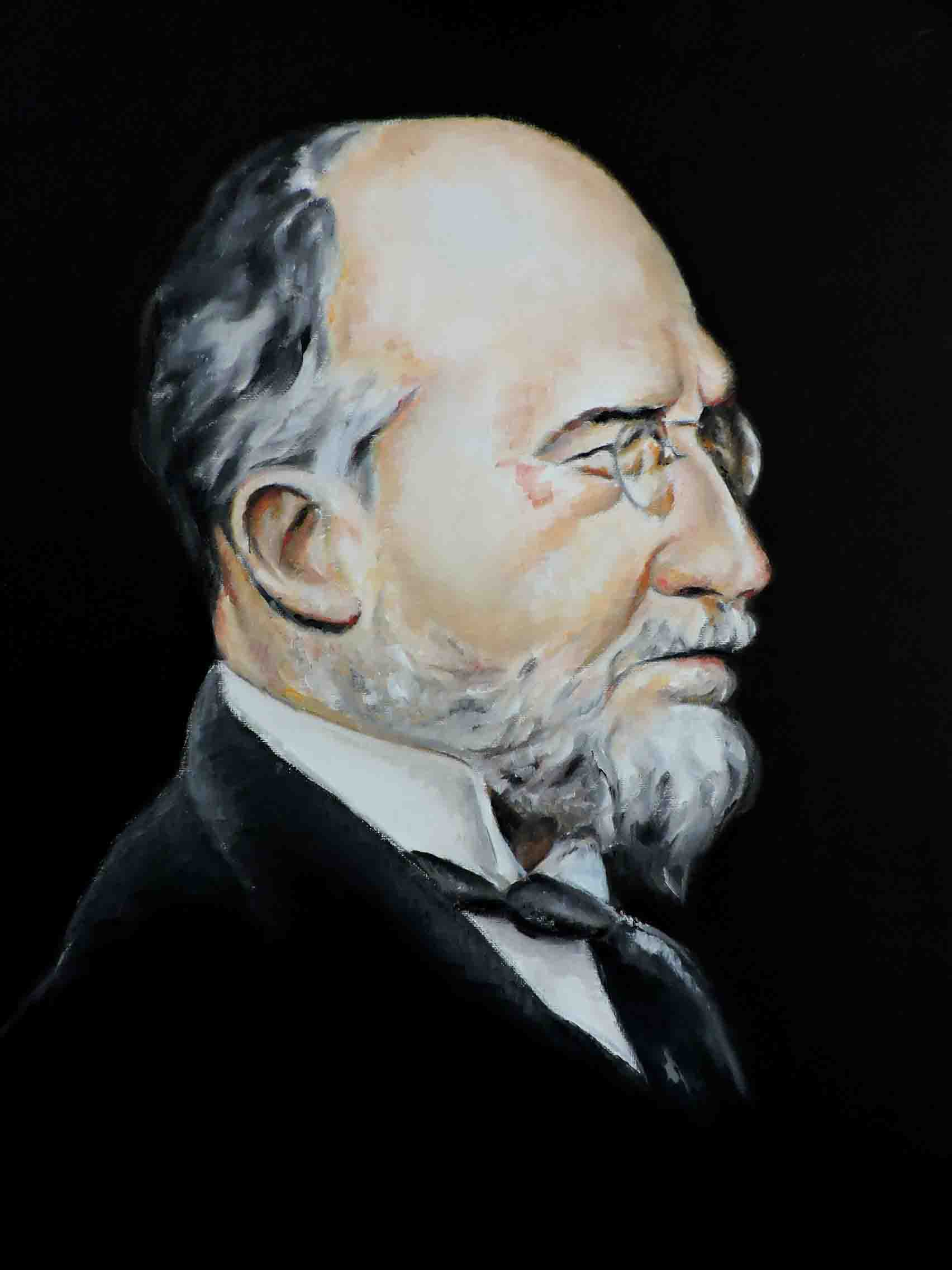

Erik Satie (mit vollem Namen Éric Alfred Leslie Satie; * 17. Mai 1866 in Honfleur (Calvados); † 1. Juli 1925 in Paris) war ein französischer Komponist und Pianist des frühen 20. Jahrhunderts. Mit seinem Schaffen beeinflusste er die Neue Musik, den Jazz und die Populäre Musik gleichermaßen.
Der Nachwelt bekannt sind im Besonderen die drei 1888 für Klavier solo geschriebenen Gymnopédies, wobei die 1. die populärste ist. Vor allem aufgrund ihrer Einfachheit ist sie ein beliebtes Werk bei Einsteigern.
Überhaupt bestimmt eine fast schon über-emphasierte Einfach- und Klarheit viele Werke von Satie. Konträr hierzu finden sich in anderen Stücken und Konzeptionswerken auch deutliche Anleihen vom frühen Dadaismus.

## Leben

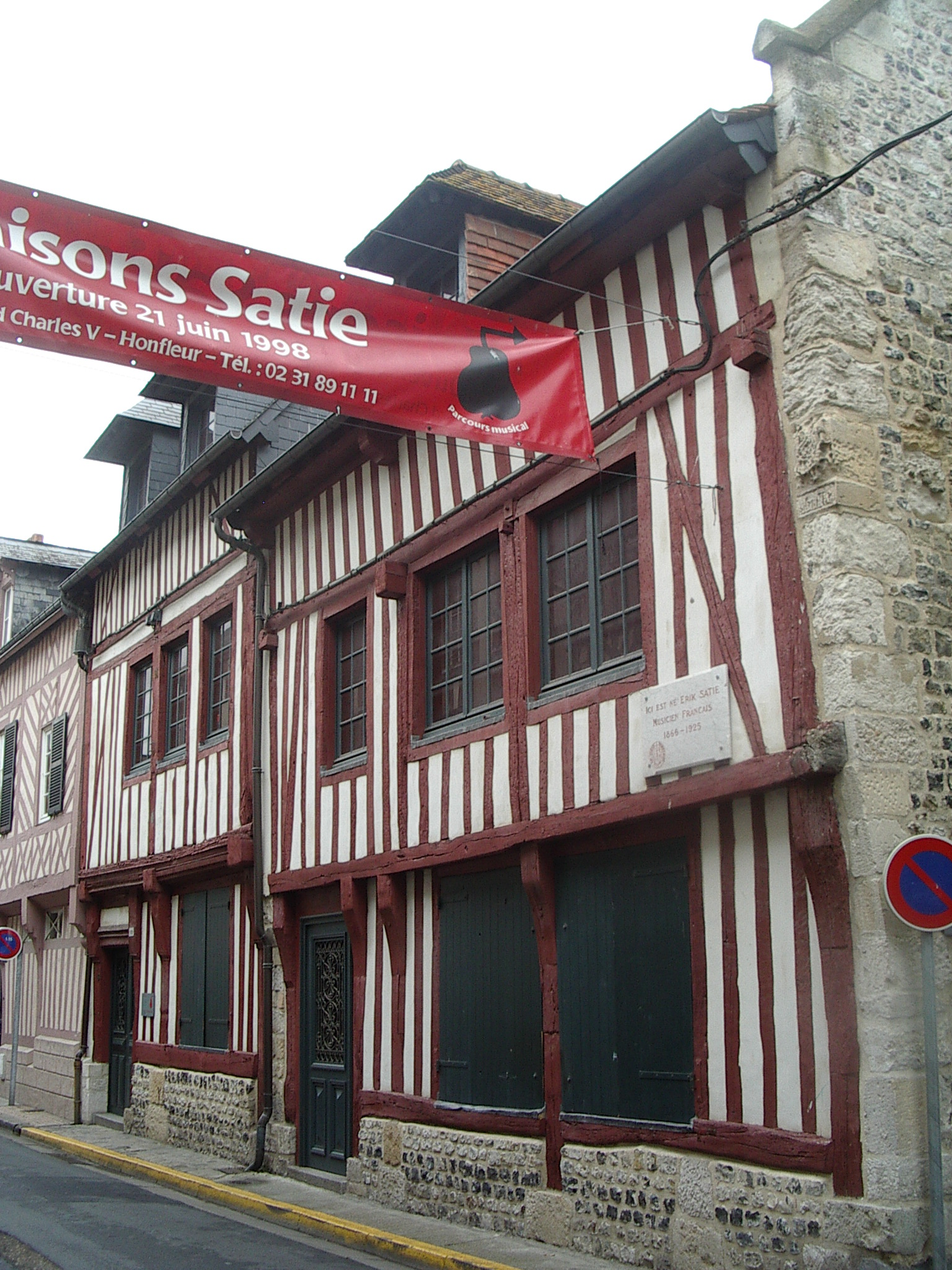
Satie-Haus und -Museum in Honfleur

Erik Satie war das älteste von vier Kindern des Versicherungsagenten Jules-Alfred Satie (1842–1903) und seiner Frau Jane-Leslie Anton (1838–1872) aus schottischer Familie, die für Zweisprachigkeit und anglikanischen Taufritus sorgte. Als Erik vier Jahre alt war, zog die Familie nach Paris, wo neben der Agentur ein Übersetzungsbüro und später ein kleiner Musikverlag betrieben wurden. Nach dem Tod der jüngsten Schwester Diane (1871) und dem Tod der Mutter ein Jahr später kam der sechsjährige Erik zusammen mit seinem jüngeren Bruder Conrad zurück nach Honfleur zu den Eltern des Vaters. Die Großmutter stellte die Bedingung, dass die Kinder katholisch würden, woraus sich der Kontakt zum Organisten und Chorleiter der Kirche Saint-Léonard, Gustave Vinot, ergab, bei dem Satie ab 1874 den ersten Musikunterricht erhielt. Hier lernte er neben dem Gregorianischen Gesang auch die Freude an der Alltagsmusik kennen, die Vinot für örtliche Festlichkeiten komponierte, womit zwei Einflüsse auf das spätere Musikschaffen Saties genannt sind.
In Saties zwölftem Lebensjahr (1878) ertrank die Großmutter beim Baden, und der Vater nahm seine beiden Söhne wieder zu sich nach Paris. Wenig später heiratete er in zweiter Ehe die zehn Jahre ältere Eugénie Barnetche, Konzertpianistin, Komponistin und ehrgeizige Musikpädagogin, die auf Eriks Begabung aufmerksam wurde und ihn 1879 am Pariser Konservatorium anmeldete, das sie selbst absolviert hatte. Bei Satie führten jedoch fehlende Motivation und zunehmende Frustration nach zweieinhalb Jahren zum Abbruch des Studiums.
Satie betonte gern seine normannische Herkunft, gründete in späteren Jahren in Arcueil sogar eine „Normannische Gruppe“. Um seine Herkunft zu unterstreichen, änderte er die Schreibweise seines Geburtsnamens „Eric“ in „Erik“, was im Skandinavischen so viel wie „allgewaltig“ bedeutet.
1884 begann er zu komponieren. Als erstes Stück gilt Allegro, das als Fragment überliefert ist. Die frühen Werke wurden im Verlag des Vaters publiziert, wo auch die Chansons erschienen, die die Eltern schrieben. Einen Teil seiner Arbeiten veröffentlichte Satie im Selbstverlag. In den folgenden Jahren entstanden u. a. die Kompositionen Ogives (1886), drei Sarabandes (1887) und die bekannten Klavierstücke Gymnopédies (1888), aber auch die Musik Trois Sonneries de la Rose+Croix für einen von Joséphin Péladan gegründeten Geheimbund der Rosenkreuzer, dem neben Claude Debussy und anderen Künstlern auch Satie einige Jahre lang angehörte.
Satie verließ sein Elternhaus Ende 1887, nachdem er zuvor einen freiwilligen Militärdienst geleistet hatte, und zog ins Künstlerviertel Montmartre. Noch im Dezember fand er eine Anstellung als Pianist im Kabarett Le Chat Noir. Dieser aus der Not geborene Schritt hin zur leichten Muse bot ihm willkommene Möglichkeiten für musikalische Experimente.

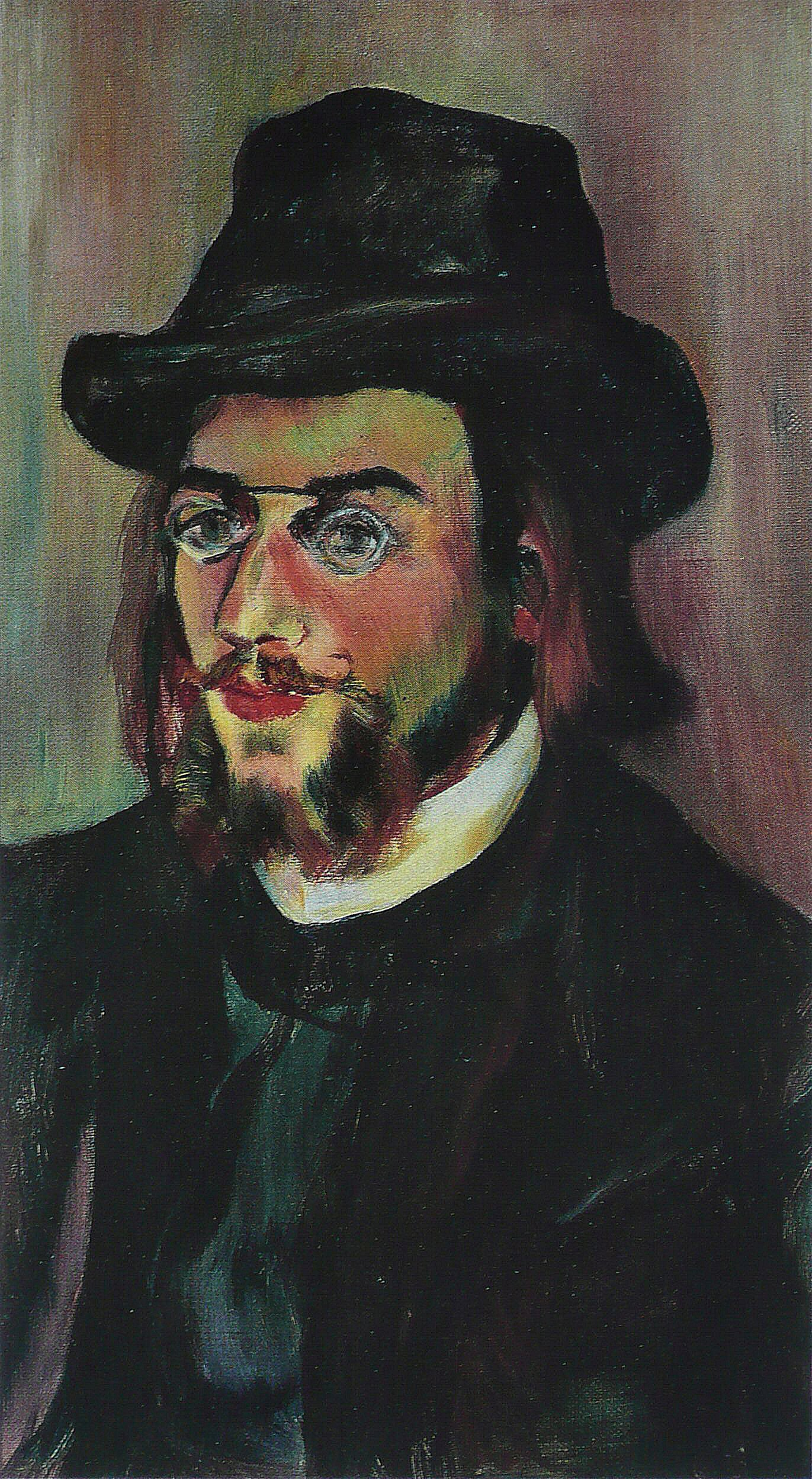
Suzanne Valadon: Porträt Erik Satie, 1893

Nach einer enttäuschenden Liebesbeziehung zur Malerin Suzanne Valadon, die bereits Mutter eines Sohnes (Maurice Utrillo) war, entstand eines seiner bekanntesten Chansons: Je te veux, das noch heute zum Repertoire auch namhafter Sängerinnen gehört. 1898 übersiedelte er in den kleinen Ort Arcueil bei Paris. In seinem vierzigsten Lebensjahr (1905) nahm er sein Musikstudium (Kompositionslehre und Kontrapunkt) wieder auf, diesmal an der Schola Cantorum bei Vincent d’Indy und Albert Roussel. Daneben interessierte sich Satie zeit seines Lebens für die Bildende Kunst, was ihn zu privaten Studien anregte und zu lebenslangen Freundschaften und zur Zusammenarbeit mit Vertretern der damaligen Avantgarde führte, darunter Pablo Picasso, Georges Braque, Léonide Massine, Man Ray und vor allem Jean Cocteau.
Erste Bekanntheit ab 1911 verdankt er seinen Musikerkollegen Claude Debussy und Maurice Ravel, die Stücke von ihm spielten. Debussy, mit dem ihn Freundschaft und gegenseitige musikalische Inspirationen verbanden, orchestrierte zwei seiner Gymnopédies. 1914 trat Satie der sozialistischen Section française de l’Internationale ouvrière bei (am Tage der Ermordung Jean Jaurès wegen seines Widerstandes gegen den Ersten Weltkrieg durch die Hand eines französischen Rechtsextremisten). Die Aufmerksamkeit der Pariser Musikwelt errang Satie 1917 mit der Uraufführung seines Balletts Parade, das in Zusammenarbeit mit Jean Cocteau, Pablo Picasso und der Djagilew-Truppe entstanden war. Im Dezember 1920 wechselte Satie in die Kommunistische Partei Frankreichs.
Saties Lebensweg war begleitet von Geldsorgen und den milieubedingten Gefährdungen eines Unterhaltungskünstlers in Cafés und Kabaretts, wo nicht selten die Gage in flüssiger Form „gezahlt“ wurde. Satie starb 1925 an den Folgen des jahrelangen Alkoholmissbrauchs.

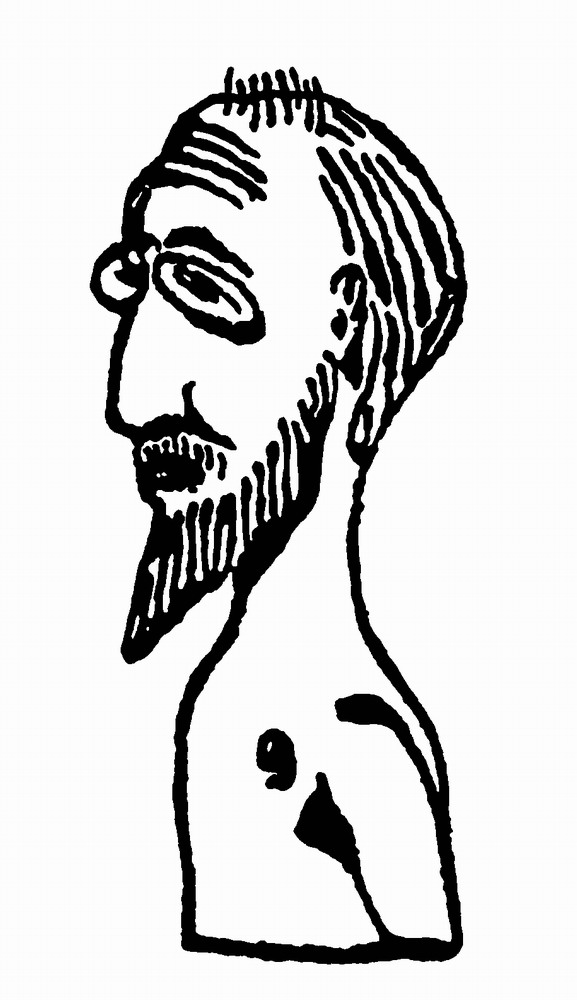
Saties Selbstporträt 1913

## Werk und Wirkung

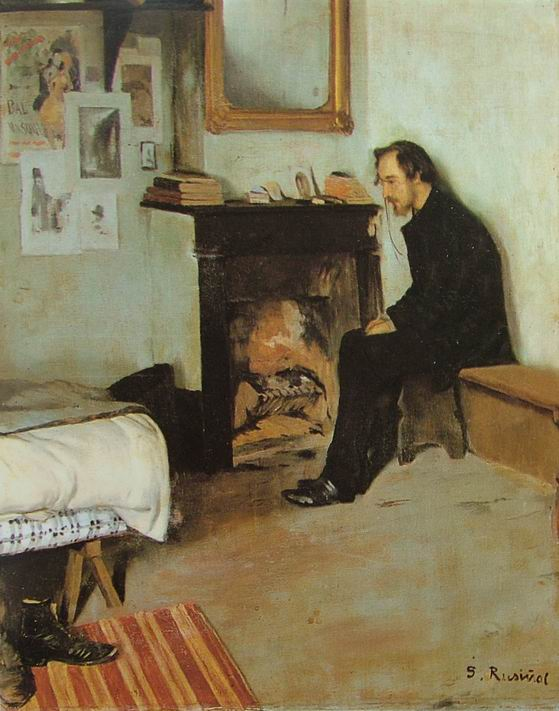
Santiago Rusiñol: Erik Satie in seinem Zimmer, 1891

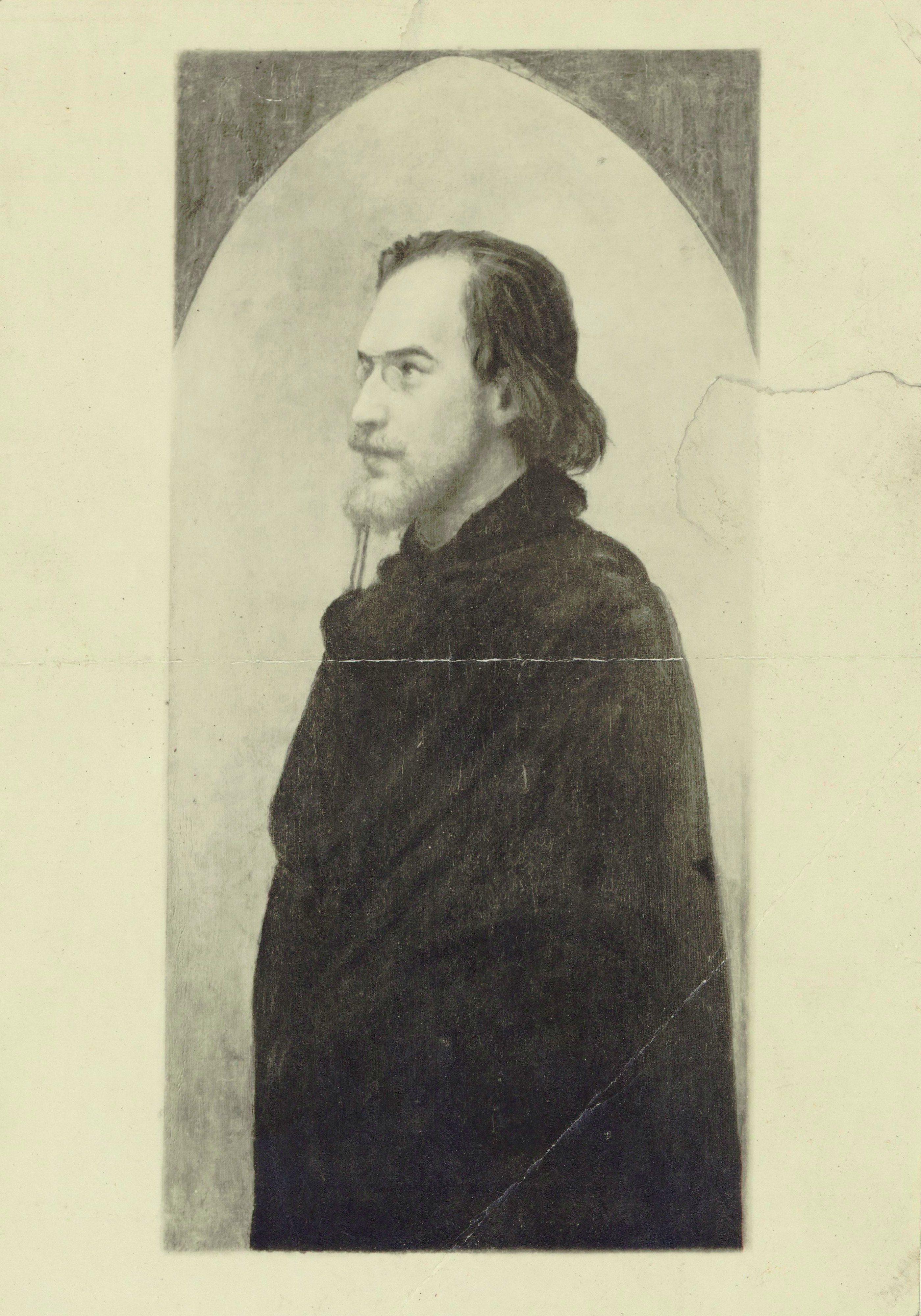
Erik Satie (Original um 1895)

Bereits in den ersten Kompositionen des jungen Autodidakten sind wesentliche Merkmale seiner späteren Musik enthalten. Neben der Abweichung vom Dur-Moll-System gehören dazu Einfachheit und Klarheit. Mit den weiteren Elementen, Kürze und Schlichtheit, kann er als Vorreiter der Minimal Music gelten. Ferner wird Saties Einfluss auf den Impressionismus diskutiert.
Saties Vorstellungen von Musik gehen jedoch weiter. Getreu seiner Überzeugung, dass der Komponist nicht das Recht hat, „die Zeit seiner Zuhörer unnötig in Anspruch zu nehmen“, entwickelte er – einige Jahre vor dem Rundfunk – seine Idee von der Hintergrundmusik. Er nennt sie Musique d’ameublement – (frz., etwa: „Möbelmusik, Einrichtungsmusik“). Musik soll im Raum sein wie Tisch, Stuhl oder Vorhang. Damit lehnt er Virtuosität und Raffinement ab und komponiert nach einer Art Baukastensystem. Hierzu passt auch sein Ausspruch: „Jeder wird Ihnen sagen, ich sei kein Musiker. Das stimmt.“
Ganz im Gegensatz zu Saties musikalischer Kargheit stehen die phantasievollen, teils rätselhaften, teils absurden, oft umfangreichen Spielanweisungen. Statt der üblichen italienischen Vorgaben moderato, largo, allegro usw. heißt es dort: „wie eine Nachtigall mit Zahnschmerzen“ oder „öffnen Sie den Kopf“, „vergraben Sie den Ton in Ihrer Magengrube“, „beinahe unsichtbar“ oder „sehr christlich“. Ähnlich verraten die Titel seinen skurrilen Humor: Unappetitlicher Choral, Schlaffes Präludium für einen Hund, Quälereien, Bürokratische Sonatine, Kalte Stücke.
Zu einer weiteren dieser Kompositionen mit skurrilen Überschriften, den Drei Stücke(n) in Form einer Birne für 4-händiges Klavier, schreibt 1949 der Musikwissenschaftler Karl Heinrich Wörner (1910–1969), dass sie als „eine offenbare Persiflage der tonpoetisierenden Musik aufgefasst werden können“. Wörner überliefert auch die ganze Überschrift: Trois morceaux en forme de poire avec une manière de commencement, un prolongement du même et un en plus suivi d’une redite. (Drei birnenförmige Stücke mit einer Art Anfang, einer Verlängerung desselben und einem weiteren, gefolgt von einer Wiederholung desselben) und bezeichnet diese Stücke als „offensichtliche Karikaturen auf Sammelbände impressionistischer Klavierstücke“.
Auf dem Notenblatt zu Quälereien (Vexations), einem langsamen Musikstück von zwei Minuten Dauer, notierte er: „Um dieses Motiv 840mal hintereinander spielen zu können, wird es gut sein, sich im vorhinein darauf vorzubereiten, und zwar in äußerster Stille, durch absolute Bewegungslosigkeit“. Die erste öffentliche Aufführung der Vexations in der wörtlich genommenen 840er Version fand 1963 in New York auf Anregung von John Cage statt und dauerte über 19 Stunden. Beteiligt waren zwanzig Pianisten, darunter Cage selbst.
Als Saties Meisterwerk, das ohne ironische oder zynische Beigaben bzw. ohne Verfremdung auskommt, kann das Symphonische Drama Socrate gelten. Für drei Platon-Dialoge nach der Übersetzung von Victor Cousin komponierte er die Musik. Er nannte das Stück „nur eine Geste der Pietät, nur eine bescheidene Hommage“. Mit der Schlichtheit der Vertonung wollte Satie allein die Schönheit der Texte wirken lassen. „Nichts anderes habe ich gewünscht.“
Saties Thesen von Einfachheit und Klarheit wurden 1917 von Guillaume Apollinaire in seinem Manifest Esprit nouveau zu zentralen Forderungen auch für die französische Literatur erhoben. Weitere Anerkennung in den letzten Lebensjahren erfuhr Satie durch die jungen Komponisten der Groupe des Six, zu der Arthur Honegger und Darius Milhaud gehörten, und der nach Saties Wohnsitz benannten Gruppe École d’Arcueil, zu der auch Henri Sauguet zählte. Trotz seiner Nähe zu Dadaismus und dem sich anbahnenden Surrealismus bewahrte sich Satie – der ohne musikalische Vorbilder war – seine Einzigartigkeit in der Musikwelt.
Der französische Komponist Robert Caby, der Satie ein Jahr vor dessen Tode kennenlernte, wurde zu seinem wichtigsten Nachlassverwalter und rettete unter anderem die Vexations vor dem Vergessen.
Saties Musik wurde in über 100 Filmen verwendet. Der erste Film, in dem er auch einen kurzen Auftritt hatte, war Entr’acte von René Clair aus dem Jahr 1924.

## Werke (Auswahl)

### Orchesterwerke
- Parade (1917), Ballett.

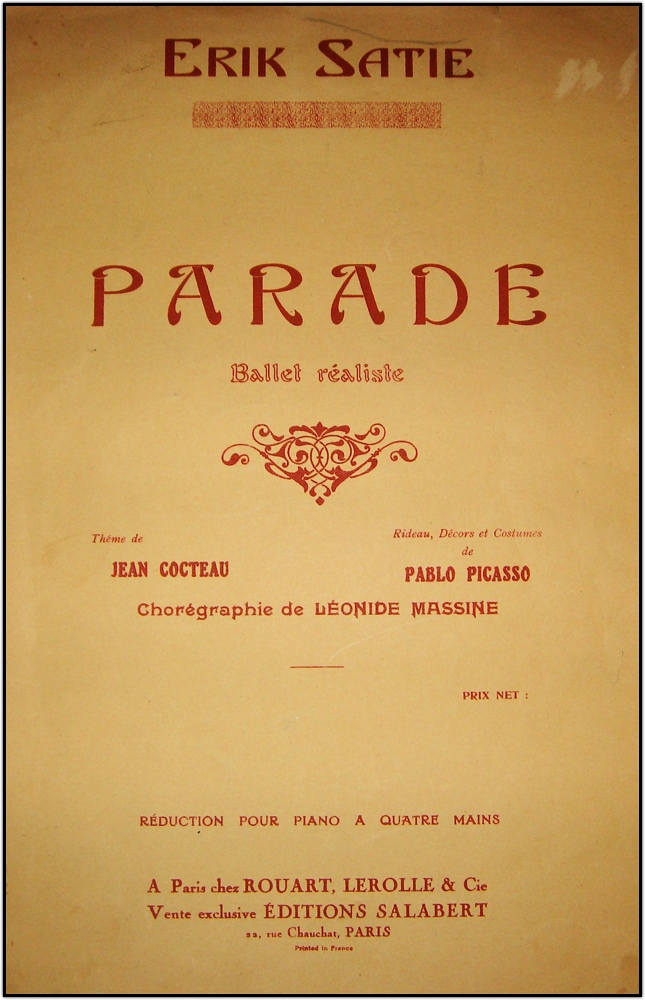
Titelblatt Parade, Rouart, Lerolle & Cie., Éditions Salabert, Paris 1917

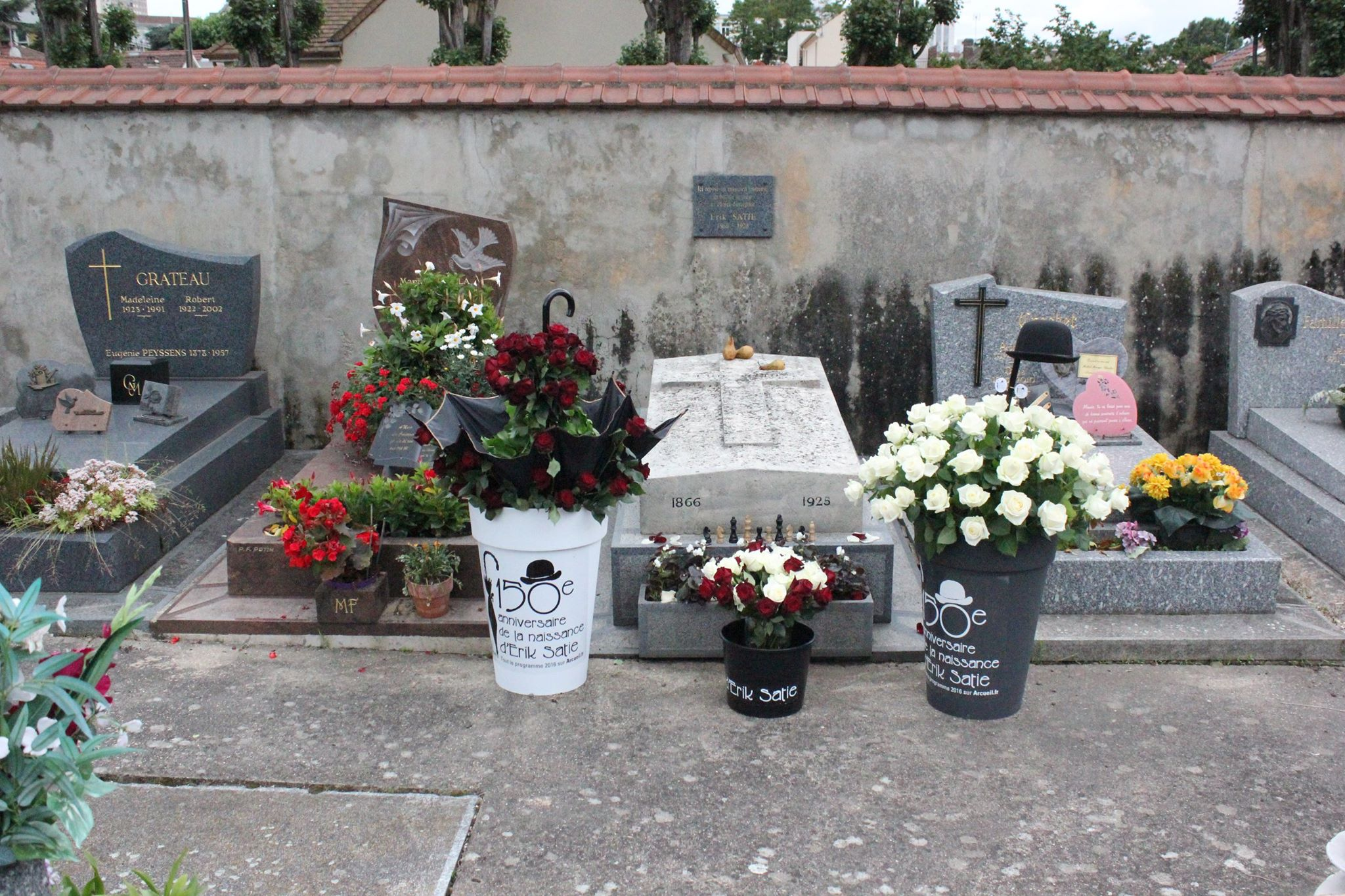
Grab auf dem Friedhof von Arcueil

- Socrate (1918), Symphonisches Drama für Orchester und Singstimme.
- Les Aventures de Mercure (1924), Ballett.
- Relâche (1924), Ballett, darin: Cinéma (1924), Filmmusik.

### Chormusik
- Messe des pauvres (1895) für Chor und Orgel.

### Kammermusik
- Choses vues à Droite et à Gauche – sans lunettes (1912) für Violine und Klavier.

### Melodies
- Trois Melodies de 1886: Les anges, Elégie, Sylvie.
- Trois Autres Melodies (1886–1906): Chanson, Chansons médiévale, Les fleurs.
- Hymne (1891)
- Trois poèmes d’amour (1914)
- Trois Melodies de 1916: La statue de bronze, Daphénéo, Le chapelier.
- Ludions (1923): Air du rat, Spleen, La grenouille américaine, Air du poète, Chanson du chat.

### Chanson de Caf’ Conc’
- Je te veux (1897)
- Tendrement (1902)
- Chez le docteur (1903)
- La diva de l’empire (1904)
- L’omnibus-automobile (1905)
- Trois Melodies sans Paroles (ca. 1905): Rambouillet, Les oiseaux, Marienbad.
- Allons-y chochotte (1906)

### Klavier zu 2 Händen
- Valse-Ballett und Fantaisie-Valse (1885, veröffentlicht 1887)
- 4 Ogives (1886)
- 3 Sarabandes (1887)
- 3 Gymnopédies (1888)
- 6 Gnossiennes (1889–97)
- Sonneries de la rose+croix (1892)
- Vexations (1893?, vermutlich aus Pages Mystiques, 1892–1895) (Erstdruck 1949)
- Pièces froides pour piano (1893)
- Douze Petits Chorals pour Piano (1906–1909, Révision par Robert Caby, Edition Salabert, 1968)
- Descriptions Automatiques (1913)
- Heures Séculaires et Instantanées (1914)
- Sports et Divertissements (1914). Bearbeitet als „Erik Saties ‘Sports et Divertissements’ – Eine kompositorische Interpretation für großes Ensemble“ (Sprecher und Projektion ad libitum) op.93 (2019) von Martin Christoph Redel (* 1947)
- Les Trois Valses distinguées du Précieux dégouté (1914)
- Avant-dernières pensées (1915)
- Sonatine Bureaucratique (1917)
- 5 Nocturnes (1919)

### Klavier zu 4 Händen
- Trois Morceaux en forme de poire (1903)

## Diskografie (Auswahl)
- Erik Satie: Tout Satie! Complete Edition, 10 CD-Box, verschiedene Interpreten, Erato Warner Classics, 2015.
- Erik Satie: Worte & Musik, Hörbuch gelesen von Dietmar Mues und musikalisch begleitet von Steffen Schleiermacher feat. Deutsches Filmorchester Babelsberg, hoerbuchedition words & music, 2010, ISBN 978-3-9813027-1-4.
- Erik Satie: Oeuvres pour Piano, Aldo Ciccolini, Klavier: EMI 0724357533522.
- Erik Satie: The Complete Solo Piano Music, Jean-Yves Thibaudet, Piano, DECCA 4830236, 2003.
- Erik Satie: Erik Satie, Alan Marks - Collected Items From A Silent Dream (A Very Special Encounter With The Piano Music Of Erik Satie), Alan D. Marks, (CD, Album) London Records 425 208-2, 1988.
- Erik Satie: Alan Marks, Franz Liszt - Operatic Paraphrases And Transcriptions, Alan D. Marks, (CD, Album), Nimbus Records NI 5115, 1988.
- Erik Satie: Erik Satie, Alan Marks - Vexations, Alan D. Marks, (CD, Album), Decca 425 221-2, 1990.
- Erik Satie: Erik Satie, Alan Marks - Harmonies (Piano Works), Alan D. Marks, (CD, Album, RE), Thamos 375.101, 1996.
- Erik Satie: Alan Marks - Érik Alfred-Leslie Satie, Vexations, Alan D. Marks, Crepuscule, 1996.
- Erik Satie: Sport & Vergnügen (Texte und Lieder), Johannes Cernota, Klavier / Constanze Brüning, Gesang: Jaro Medien 4239–2.
- Erik Satie: Piano Music & Melodies, Reinbert de Leeuw, Klavier / Marjanne Kweksilber, Gesang: Philips 002894757706.
- Erik Satie: Orchesterwerke, Orchestre du Capitole de Toulouse, Ltg. Michel Plasson: EMI CDC7494712.
- Erik Satie: Eric Satie & Darius Milhaud (Orchesterwerke), London Festival Players und London Philharmonic Orchestra, Ltg. Bernard Herrmann, London/Decca 443 897–2.
- Erik Satie: Sketches of Satie, John und Steve Hackett (Flöte und Gitarre), Camino Records CAMCD 20, 2000.
- Diverse Komponisten des späten 19. Jh., Französische Chormusik mit zwei Orgeln, darunter die Messe des Pauvres von Erik Satie. Münchner Madrigalchor, Franz Brandl (Ltg.), Elisabeth Sperer (Orgel), Winfried Englhardt (Orgel), FSM FCD 97 735, 1988.
- Erik Satie, Esotérik Satie, Alessandra Celletti, Kha Records 2000.

## Schriften
- Erik Satie: Schriften. Hrsg. von Ornella Volta. Übers. Silke Hass. 2. Auflage. Wolke Verlag, Hofheim 1990, ISBN 3-923997-27-2.
- Erik Satie: Schriften. Auswahl hrsg. von Werner Bärtschi. Übers. Evi Pillet. Regenbogen Verlag, Zürich 1980, ISBN 3-85862-013-0.
- Erik Satie: Briefe 1. Die Korrespondenz von 1891 bis 1913. Hrsg. von O.Volta. Übers. S.Hass. 1. Auflage. Wolke Verlag, Hofheim 1991, ISBN 3-923997-29-9.
- Erik Satie: Die Falle des Qualle. Hrsg. von O.Volta. Übers. S.Hass. Wolke Fallobst, Hofheim 1990, ISBN 3-923997-45-0.